# Juan Miguel Cuenca
Juan Miguel Cuenca Martínez  es un ex ciclista profesional español. Nació en Puerto Lumbreras (Murcia) el 3 de mayo de 1977. Fue profesional entre 2000 y 2004 ininterrumpidamente, siempre en el equipo Kelme.
Sus mayores éxitos como profesional fueron las etapas conseguidas en la Vuelta a La Rioja (con final en Calahorra) y en el Tour del Porvenir de 2001.
Según Jesús Manzano fue el único corredor de la estructura del equipo Kelme que no se dopó.

## Palmarés
2001
- 1 etapa de la Vuelta a La Rioja
- 1 etapa del Tour del Porvenir

## Equipos
- Kelme-Costa Blanca (2000-2003)
- Comunidad Valenciana-Kelme (2004)